# Staudach (Hergatz)
Staudach (früher: Scherben, westallgäuerisch: ts Schduda dundə) ist ein Gemeindeteil der Gemeinde Hergatz im bayerisch-schwäbischen Landkreis Lindau (Bodensee).

## Geographie
Das Dorf liegt circa vier Kilometer nordöstlich des Hauptorts Hergatz und zählt zur Region Westallgäu. Östlich des Orts verläuft die Obere Argen, die hier die Grenze zwischen Bayern und Baden-Württemberg bildet.

## Ortsname
In früherer Zeit wurde der Ort auch als Scherben, abstammend vom Familiennamen Scherb, bezeichnet. Der heutige Ortsname stammte vom mittelhochdeutschen Wort stüde für Strauch oder Gestrüpp ab.

## Geschichte
Der Ort wurde erstmals urkundlich im Jahr 1429 mit der Mühle zu „Studach“ erwähnt. Im Jahr 1617 wurden sechs Häuser im Ort gezählt. Staudach gehörte einst zur Reichsstadt Wangen. Im Jahr 1752 fand die Vereinödung von Staudach statt. Anfang des 19. Jahrhunderts wird die Ölmühle zwischen Staudach und Grod aufgegeben.

### Staudachmühle
Die heutige Staudachmühle wurde erstmals im Jahr 1419 erwähnt und wurde seitdem von 23 verschiedenen Familien betrieben. 1974 erfolgte die Einstellung des Sägebetriebs der einstigen Stadtmühle von Wangen im Allgäu. Die neu erbaute Mahlmühle ist heute die einzig betriebene Mühle im Landkreis Lindau.